# Franz Waller
Franz Waller (* 18. November 1803 in Bremgarten; † 2. Juli 1879 in Wädenswil) war ein Schweizer Politiker und Manager. Er amtierte von 1838 bis 1850 als Regierungsrat des Kantons Aargau. Von 1849 bis 1866 war er Mitglied des Nationalrates. Ein Vierteljahrhundert lang war er als Direktor der Schweizerischen Rheinsalinen in Rheinfelden tätig.

## Biografie
Wallers Familie stammte ursprünglich aus Hünenberg im Kanton Zug und liess sich in Bremgarten nieder, 1825 erhielt sie zusätzlich das Bürgerrecht der benachbarten Gemeinde Eggenwil. Der Beruf des Vaters ist nicht bekannt. Aufgrund mangelnder Möglichkeiten vor Ort erhielt Waller seine höhere Schulbildung in Aarau, Luzern und Freiburg. Anschliessend studierte er Rechtswissenschaft an der Universität Jena und in Freiburg im Breisgau, wo er 1822 Mitglied der Alten Freiburger Burschenschaft wurde.
Nachdem er 1831 das aargauische Anwaltspatent erworben hatte, eröffnete er 1838 in Bremgarten seine eigene Kanzlei. 1837 wurde er in den Grossen Rat des Kantons Aargau gewählt, und zwar durch die Ratsmitglieder selbst (was gemäss der damaligen Kantonsverfassung noch möglich war). 1841 erfolgte erstmals seine direkte Wahl als Vertreter des Kreises Aarau, ab 1844 vertrat er den Kreis Wohlen. Der Grosse Rat wählte Waller 1838 zusätzlich in die Kantonsregierung. In den Jahren 1841 und 1848 führte er als Landammann die Regierung an.
Als Anhänger des radikalen Liberalismus und Mitglied der Zofingia stand Waller im Gegensatz zur überwiegend katholisch-konservativen Bevölkerung seiner Heimatregion Freiamt und strebte danach, den Einfluss der römisch-katholischen Kirche zurückzudrängen. Besonders das Kloster Muri war ihm ein Dorn im Auge. In einer Volksabstimmung am 5. Januar 1841 wurde eine neue Kantonsverfassung angenommen, doch konservative Freiämter wollten sich mit dem Ergebnis nicht abfinden. Die Regierung beschloss, Waller am 10. Januar zusammen mit einem Dutzend Landjägern nach Muri zu entsenden, um dort Mitglieder des als aufrührerisch geltenden Bünzer Komitees zu verhaften. Nach zwei Festnahmen versammelte sich vor dem Amtshaus eine aufgebrachte Menschenmenge und forderte die Freilassung der Gefangenen. Waller weigerte sich, wurde aber überwältigt und zusammen mit seinen Begleitern selbst eingesperrt. Bei dem Tumult erhielt er einen schweren Schlag auf den Hinterkopf. Danach brachen im Freiamt bewaffnete Aufstände aus, die jedoch rasch niedergeschlagen wurden; Waller konnte nach zwei Tagen befreit werden. Die Regierung nutzte die Ereignisse als Rechtfertigung, um am 13. Januar die Aufhebung sämtlicher Klöster im Aargau anzuordnen. Diese Massnahme hatte eine Eskalation des Aargauer Klosterstreits zur Folge.
1844 vertrat Waller seinen Kanton als Abgesandter an der Tagsatzung. Im selben Jahr nahm er am ersten gescheiterten Freischarenzug nach Luzern teil. 1849 wurde er in den Nationalrat gewählt, und zwar als Ersatz für Friedrich Frey-Herosé, der in den Bundesrat gewählt worden war. Nachdem der ganze Kanton Aargau bei den ersten Nationalratswahlen noch einen einzigen Wahlkreis gebildet hatte, vertrat Waller von 1851 bis zu seinem Rücktritt im Jahr 1866 den Wahlkreis Aargau-Mitte. Seinen Sitz im Aargauer Grossen Rat behielt er bis 1868. Zu seinen Verdiensten gehört die Vollendung des «Allgemeinen bürgerlichen Gesetzbuches für den Kanton Aargau» zwischen 1847 und 1855 (Vorläufer des heutigen schweizerischen Zivilgesetzbuches). Ebenso redigierte er 1856 das kantonale Erbrecht.
1850 trat eine berufliche Veränderung ein: Waller gab seine Kanzlei in Bremgarten auf und zog nach Rheinfelden um, wo er als Direktor der Schweizerischen Rheinsalinen tätig war. Unter seiner Leitung kam 1874 die Fusion von drei Salinen im unteren Fricktal zu den Vereinigten Schweizerischen Rheinsalinen zustande. 1875 ging er in Pension und zog sich aus der Öffentlichkeit zurück.